# Nat stro en andere griezelverhalen
Nat stro en andere griezelverhalen is een bundel verhalen geschreven door Richard Matheson. De Nederlandse vertaling daarvan liep niet parallel met een uitgifte in het buitenland. Ze hebben dan ook geen gezamenlijk thema.
De gebundelde verhalen zijn:
- Uitvaart (The funeral)
- Liefje (Lover when you’re near me)
- Trouwerij (The wedding)
- E... (F...)
- Film (Mantage)
- Tijdlimiet (Deadline)
- Julie (The likeness of Julie)
- Paal (Mute)
- Gebarentaal (Fingerprints)
- Om een slok water (A drink of water)
- Dag der vergelding (Day of Judgement)
- De afrekening (The finishing touches)
- Nat stro (Wet straw)
- Thérèse (Therese)